# بازارغة مولا أقا (تشيلو)
بازارغة مولا أقا (بالفارسية: بزرگراه ملاآقا) هي منطقة سكنية تقع في إيران في قسم تشيلو الريفي. يقدر عدد سكانها بـ 33 نسمة بحسب إحصاء 2016.